# Bas van der Veer
Elisabeth Arnolda van der Veer (Schoonhoven, 23 juni 1887 – Den Haag, 6 februari 1941) was een Nederlands schilder, tekenaar en illustrator. Vanaf 1913 gebruikte zij het pseudoniem Bas van der Veer.

## Leven en werk
Elisabeth van der Veer was een dochter van Rintje van der Veer, officier van gezondheid, en Charlotte Frederique Elisabeth Ekker. Als legerarts werd vader op meerdere plaatsen in het land gestationeerd, waardoor het gezin achtereenvolgens in Schoonhoven (1885-1889), Kampen (1889-1891), Gouda (1891-1895), Vrijenban (1895-1903) en Amsterdam (vanaf 1903) woonde. Tijdens de jaren in Vrijenban kreeg Elisabeth tekenles van de Delftse schilder Berend Bongers. Ze vervolgde haar opleiding aan de Academie van Beeldende Kunsten in Den Haag (1902-1906) bij Frits Jansen en behaalde in 1905 de MO-akte tekenen. Ze was na haar afstuderen actief als portretschilder en reclametekenaar in Den Haag. Ze illustreerde onder meer een kalender voor de firma Weenenk & Snel (1917) en Het Borstel A.B.C. (1920) voor de borstelfabrikant Gebr. Jonker.
In 1913 maakte ze haar debuut als illustrator van kinderboeken met Krekeltjes in het koren van de schrijfsters Katharina Leopold en Henriëtte Dietz, dat werd uitgebracht bij uitgeverij G.B. van Goor & Zonen. Ze signeerde het werk voor Krekeltjes in het koren nog met E.A. van der Veer, daarna signeerde ze haar illustraties als "Bas van der Veer" (ook "B. v.d. Veer" of "BvdV"). In 1915 bracht ze bij Van Goor Spreekwoorden in plaatjes en rijmpjes in twee delen uit, waarvoor ze ook zelf de teksten schreef. In 1918 schreef en tekende ze A dat is Aafje, een ABC-prentenboek, dat werd uitgegeven door Meulenhoff.
Eigenzinnig
De eigenzinnigheid en humor in haar illustraties van kinderboeken is opvallend, ze week daarin af van het zoetere werk van tijdgenoten als Rie Cramer en Berhardina Midderigh-Bokhorst. Criticus Jan J. Zeldenthuis schreef in 1918: "Tusschen de teekenaarsters, die werk voor kinderen geven, neemt Mej. Bas van der Veer een geheel eigen plaats in. Zij geeft iets aparts, wat nooit met den arbeid van andere illustratices kan worden verward. (...) 

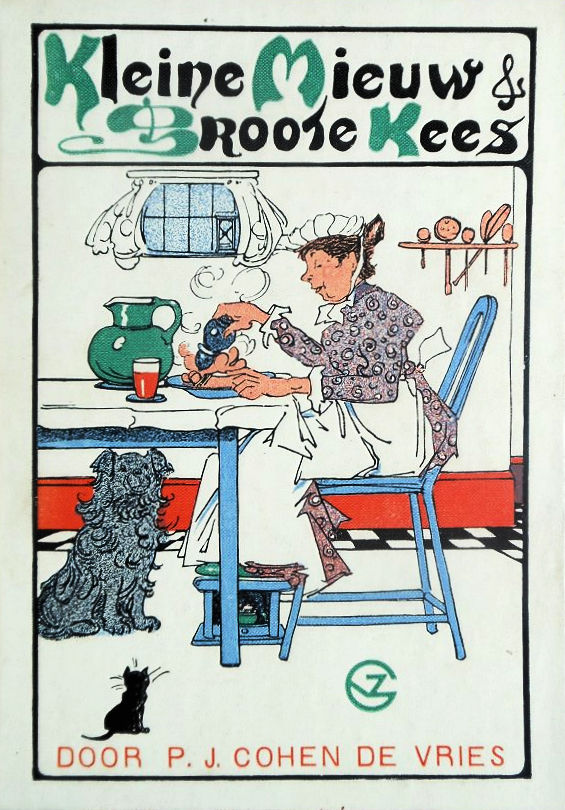
Boekband van Kleine Mieuw en Groote Kees (1923)

Haar werk kan zeker niet schattig of lief worden genoemd, het heeft soms zelfs iets ruws, iets ongegeneerds, iets scherps; maar het is zeer karakteristiek, dikwijls geestig, en draagt een oorspronkelijk cachet. Haar grappigheid wil een enkele maal wel eens overgaan tot het groteske; maar de humor is in al haar teekeningen onmiskenbaar aanwezig. Haar talent heeft iets oud-Hollandsch fideels, en haar realistische schetsen zijn zoo goed-gehumeurd, dat men het gaarne op den koop toe-neemt, dat ze tant soit peu naar het caricaturale neigen. Haar werk is niet zoet, is niet flauw, het is krachtig en pittig. En ik geloof stellig, dat kinderen het ‘reuzeleuk’ vinden, en er zich dol mee amuseeren zullen." Cornelis Veth vergeleek haar "grappige prentjes" een aantal jaren later met het werk van genreschilders Bles en Bakker Korff.
Van der Veer was lid van de Haagse Kunstkring en de Nederlandsche Vereeniging voor Ambachts- en Nijverheidskunst. Ze exposeerde onder meer met de Kunstkring en bij De Vrouw 1813-1913.
Vanaf 1932 woonde Van der Veer met haar vriendin Jemmy van Hoboken in het huis Den Eenhoorn in Veere. Ze worden samen met een aantal andere schilderessen in Veere, onder wie Claire Bonebakker, Mies Callenfels-Carsten, Lucie van Dam van Isselt, Anneke van der Feer, Sárika Góth, Ada Góth-Löwith en Ina Rahusen, gerekend tot de Veerse Joffers, een benaming die werd geïnspireerd door de Amsterdamse Joffers. Van Hoboken kreeg een relatie met de plaatselijke - en getrouwde - gereformeerde predikant Jacob van de Guchte, en vertrok met hem in 1938. Het stel trouwde in 1941, een aantal maanden na het overlijden van Van der Veer.
Bas van der Veer overleed op 53-jarige leeftijd in het Westeinde-ziekenhuis in Den Haag. Ze werd begraven op Nieuw Eykenduynen, in aanwezigheid van onder anderen beeldhouwer Fransje Carbasius, componist Alexander Voormolen en schilderes Lucie van Dam van Isselt.

## Enkele werken
- portret van Everardus Wittert van Hoogland (ca. 1916)

Publicaties van Van der Veer
- Spreekwoorden in plaatjes en rijmpjes, deel 1 en 2 (1915), uitgegeven bij Van Goor
- A dat is Aafje (1918). ABC-prentenboek, uitgegeven bij H. Meulenhoff in Amsterdam.

Werken met illustraties van Van der Veer
- Krekeltjes in het koren (1913) van Katharina Leopold en Henriëtte Dietz
- De tragische roman van Loesje Dekkers en Brammetje Rekkers (1915) van Anna Sutorius
- Uit tantes jeugd (1916), van Ida Heijermans
- Hij zorgt voor u. (1916) van W. Blomberg-Zeeman
- De Kroniek; geïllustreerd maandblad voor voor Nederland en België, maandplaten in januari t/m april 1917
- Van zes kippen en een haan, Poesje en Doesje, De nieuwe Pet en Het verdwaalde meisje. (1918), versjes van S.M. Bouman-van Tertholen
- Snibbekatje (1919) van Wilha Riem-Vis
- Het Borstel A.B.C. (1920) van Melis Pikstop
- Bakvischjes (ca. 1920) van Ella Vémor
- Wie luistert mee? (1921) van C. de Leeuw-Schönberg
- Wat een Schrik! (1922) van S.M. Bouman-van Tertholen
- Kleine Mieuw en Groote Kees (1923) van P.J. Cohen de Vries.
- Jeltje's droom en Als 't zoo eens was (1924) van T. Hellinga-Zwart
- Wim en de Maan en Teddy (1927) van F.H.N. Bloemink

## Afbeeldingen

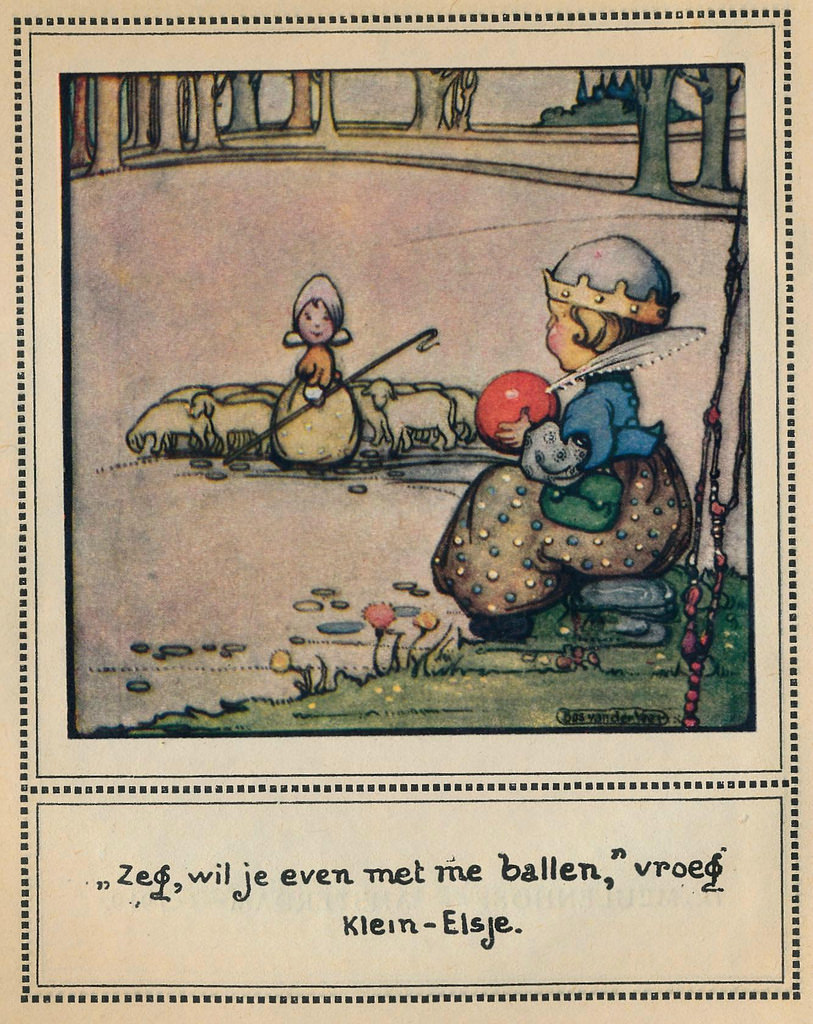
Wil je even met me ballen, illustratie in Uit tantes jeugd (1916)
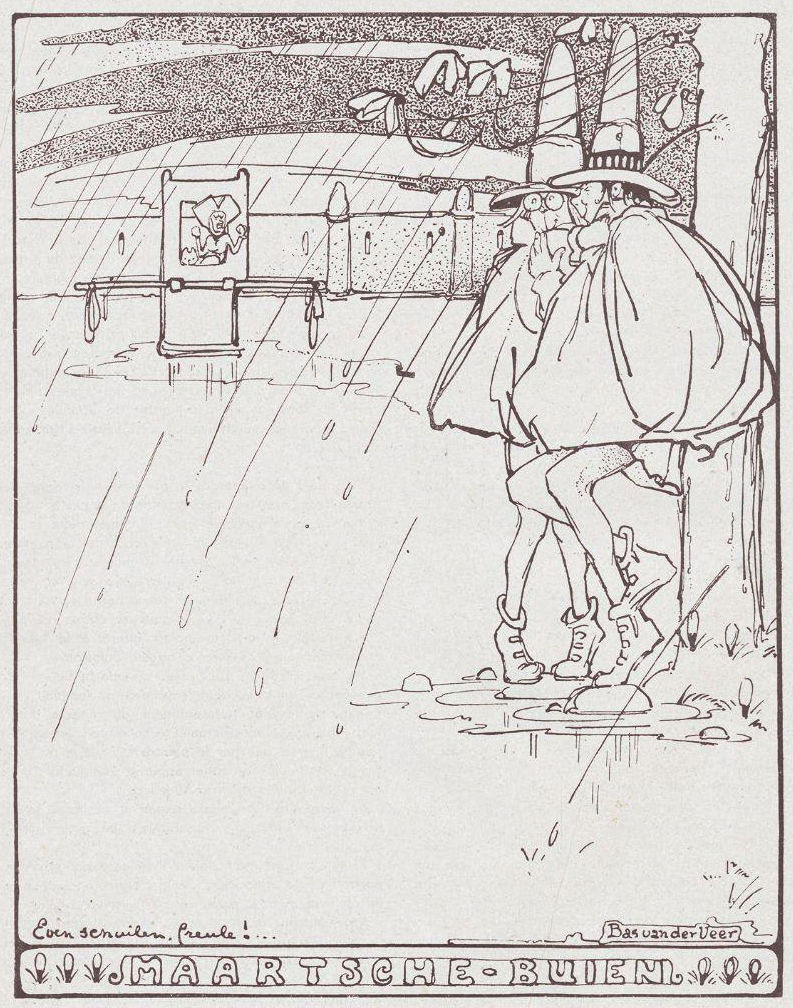
Maartsche buien (1917) - maandplaat in De Kroniek
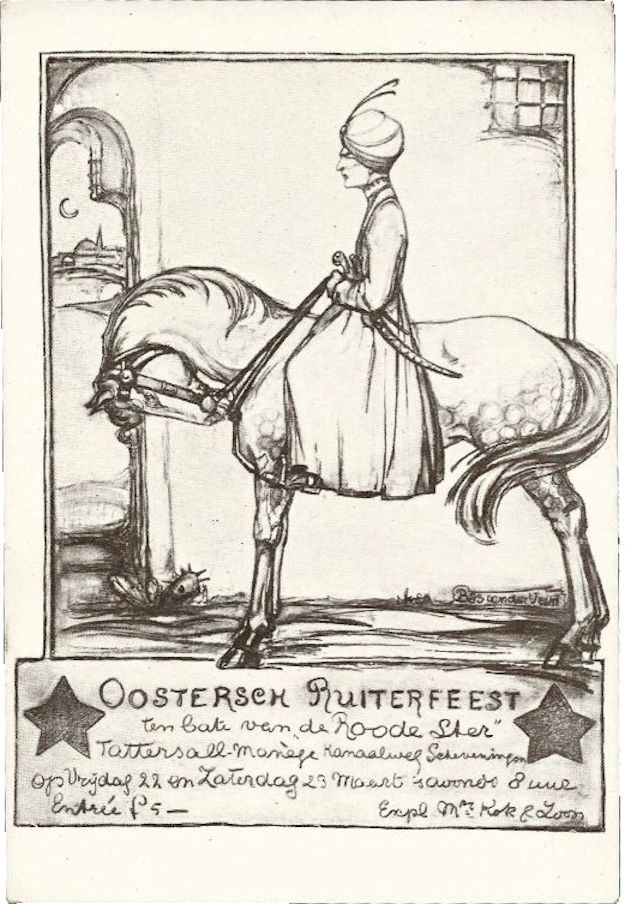
Uitnodiging voor een Oostersch ruiterfeest in Scheveningen (1917)
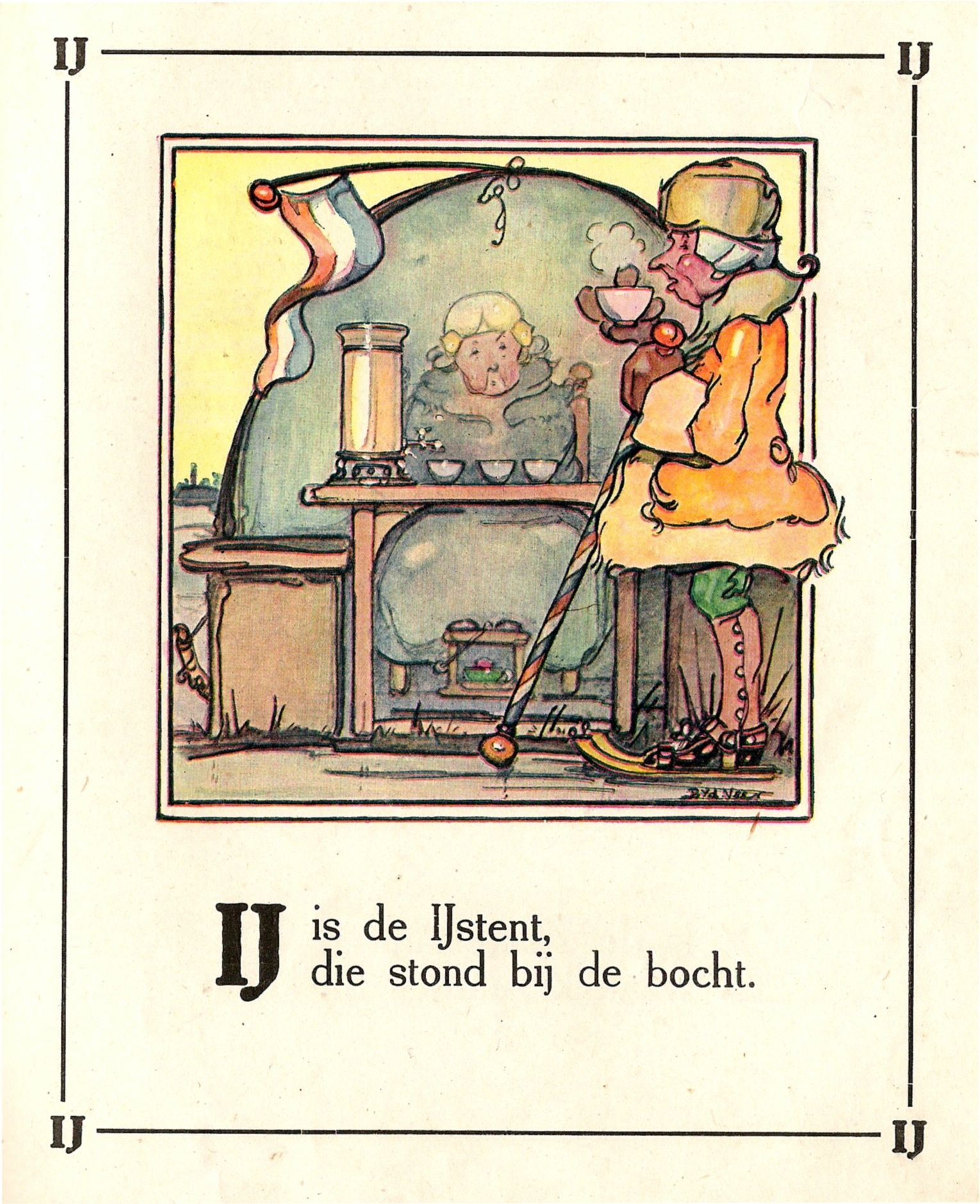
IJ is de IJstent (1918) uit A dat is Aafje
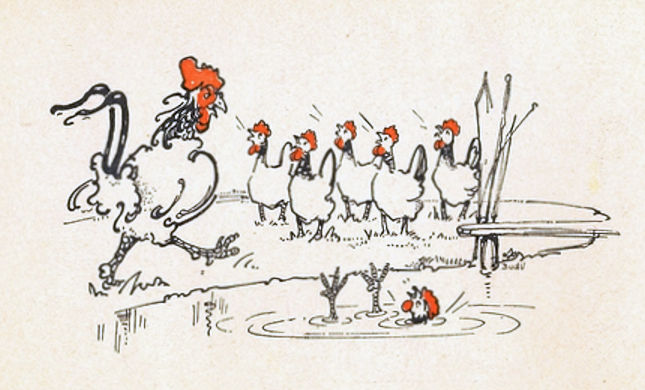
Illustratie uit Van zes kippen en een haan (1918)
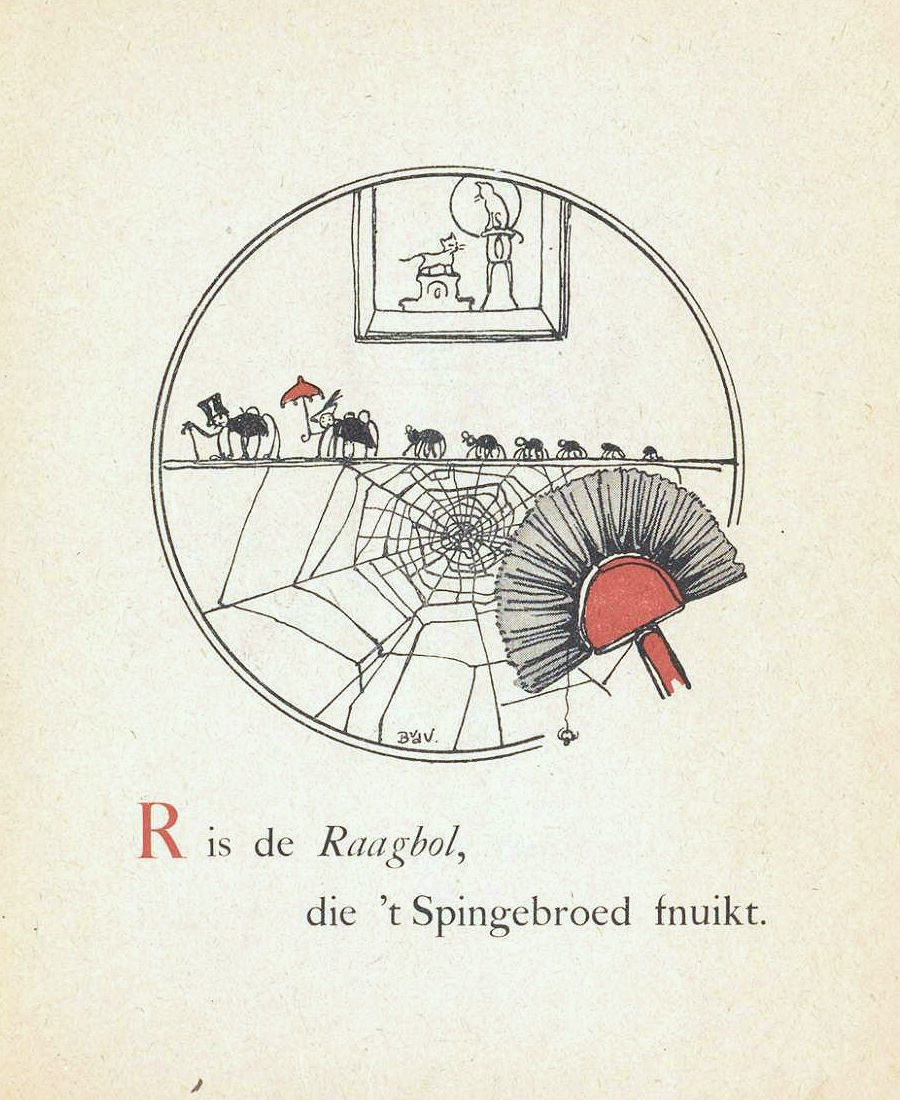
R is de raagbol (1920) uit Het Borstel A.B.C.
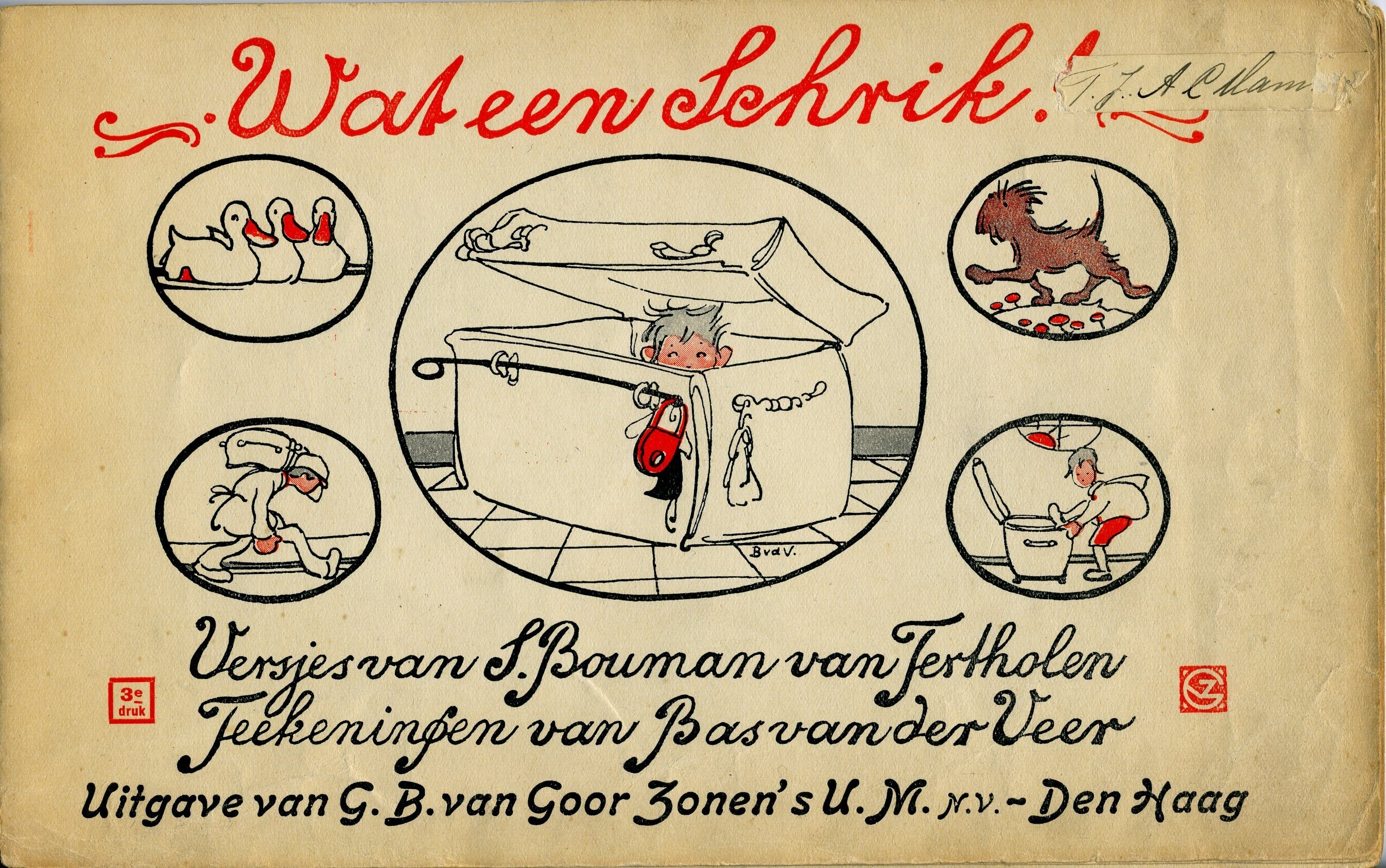
Kaft van Wat een schrik! (1922)